# BASE Company
Pour les articles homonymes, voir Base.
BASE Company (ex-KPN Belgium ) est depuis 1999 le troisième opérateur du marché de la téléphonie mobile en Belgique. L’entreprise est active dans ce domaine à travers la marque BASE et commercialise ses produits et services via les BASE Shops, en ligne et par des canaux indirects. Elle comptait au 31 décembre 2015, 3,15 millions de clients mobiles en Belgique.

## Historique

### KPN Orange
La société est créée en 1999 sous le nom KPN Orange et appartient alors pour moitié à l'opérateur néerlandais Royal KPN N.V. et pour l'autre à l'opérateur britannique Orange P.L.C. Tous deux viennent d'acquérir la troisième licence d'exploitation du spectre GSM en Belgique. La nouvelle entité propose ses produits sous la marque Orange à partir du 2 avril 1999. Orange est le troisième opérateur mobile à se lancer sur le marché belge après Belgacom - opérateur historique et actif sous l’enseigne Proximus depuis 1994 - et Mobistar, détenu majoritairement par France Telecom et actif en Belgique depuis 1996. En janvier 2000, Orange compte 100 000 clients mobiles contre 3 millions de clients cumulés pour ses deux concurrents.

### KPN Mobile
En février 2001, lorsque France Télécom fait l'acquisition de l'opérateur britannique Orange et de ses marques, la société belge est intégralement reprise par KPN Mobile. En effet, France Télécom détient déjà à l'époque Mobistar, le deuxième opérateur belge, et ne peut donc pas contrôler les deux réseaux concurrents simultanément. Un accord autorise cependant KPN à continuer à utiliser la marque Orange pendant une période de transition.
Début 2002, lorsque cet accord prend fin, l'ancien réseau Orange est renommé Base. En 2009, Base devient KPN group Belgium mais la marque reste BASE.

### BASE
Dès la reprise à 100 %, KPN positionne BASE comme la marque leader sur les prix. BASE adopte le slogan «  Freedom of Speech » qui deviendra plus tard (2013) "We challenge, you win" et par la suite "Go mobile" (2015).
En 2004, cinq ans après le démarrage, BASE recense 1,517 millions de clients mobiles contre 2,85 millions pour Mobistar et 4,2 millions de clients pour Proximus. En avril 2008, BASE dépasse symboliquement la barre des 3 millions de clients mobiles en Belgique. Les parts de marché de l’entreprise atteignent pour la première fois les 25 % au printemps 2009.
En 2007, BASE commercialise BASE Platinium. Pour la première fois en Belgique, un plan tarifaire permet à l’abonné d’appeler de manière illimitée – pour un prix fixe -  vers tous les réseaux.
En 2007, BASE Company achète TELE2/Versatel actif dans les produits fixes (téléphonie et internet) tant pour le marché résidentiel que pour le marché professionnel tout en gardant leur marque propre. En octobre 2009, pour le marché résidentiel, la marque commerciale TELE2 devient BASE.. Le 25 novembre 2009, BASE revend toute l’activité professionnelle de l’ex TELE2/Versatel à Mobistar, ce compris son réseau de fibre optique (1,800 km de câble).
En 2012, BASE frappe un grand coup en libérant ses clients de toute durée de contrat. Dorénavant, l’abonné même postpaid est libre de changer de plan tarifaire, voire d’opérateur à tout moment, et ce sans aucuns frais. Cette mesure va, en parallèle à l’entrée de la nouvelle loi télécom belge, chambouler le marché de la téléphonie mobile. Elle dynamise l’offre et tire les prix vers le bas.
En 2013, l'appellation KPN Belgium est abandonnée au profit de BASE Company. En 2015, BASE reprend à son compte l’ancien réseau de distribution d’Allo Telecom (45 points de vente).
En avril 2015, Telenet annonce l'achat de BASE pour 1,325 milliard d'euros. Cette acquisition doit permettre à Telenet de renforcer sa présence, en Belgique, dans les services mobiles. Cet achat demande l'aval des autorités européennes. 
En février 2016, les autorités européennes de la concurrence autorisent finalement l'accord d'achat de BASE par Telenet. Les clients mobile de Telenet, pour l'instant connecté au réseau Mobistar, iront rejoindre le réseau BASE courant de l'année. À court terme, les marques BASE et Telenet seront maintenues, mais une unification sous un nouveau nom est très probable à moyen terme. 

## Réseau
En 1998, une première licence mobile 2G est achetée. Elle permet de lancer les services de voix à dater du printemps 1999. En 2001, KPN acquiert les droits d’exploitation du spectre 3G. La 3G sera effectivement lancée en avril 2009 par BASE.
Le 2 octobre 2013, BASE Company est le 2e opérateur belge après Proximus à lancer la 4G en Belgique, ce dans quinze villes phares. Mi-2014, l’ouverture du réseau 4G est élargie à Bruxelles à la suite d'un changement de la législation bruxelloise sur les normes d’émissions qui jusque-là empêchait le déploiement dans la capitale belge.
En partenariat avec ZTE, BASE Company est, en février 2013, le premier opérateur belge à tester la technologie LTE-Advanced  (4G+) lors d’une session démo à Hasselt. Les vitesses observées atteignent 250 Mbit/s. 
Sur 2013 et 2014, BASE Company investit plus de 300 millions d’euros pour améliorer la qualité de ses services mobiles, avec un large focus sur la capacité et la couverture de son réseau.
Fin 2015, le réseau de BASE Company couvrait 99,9 % de la population belge en 2G, plus de 99 % en 3G et 90 % en 4G (couverture outdoor). 65 % des clients dits postpaid de BASE détenaient un smartphone. Fin 2015, BASE Company comptabilisait 3,15 clients « mobile », pesant 20 % du marché des télécommunications mobiles en Belgique en termes de revenus.

## Marques commerciales
La société BASE Company commercialise plusieurs offres sous la marque éponyme BASE. BASE Company est également partie prenante dans l’aventure Mobile Vikings dont le groupe est actionnaire et qui opère ses services de téléphonie mobiles sur le réseau BASE Company à travers un contrat d’opérateur virtuel (MVNO). 
En 2003, l’entreprise lançait ainsi une première offre de télécommunication spécifique à destination de la communauté turque de Belgique (Türk Telekom). S’y sont ajoutés d’autres segmentations, d’autres partenariats et d’autres marques. Qu’ils ou elles soient ethniques (ORTEL) ou ciblés vers un public bien précis : les jeunes (JIM Mobile), les utilisateurs de SMS (ALLO RTL), les consommateurs ultra-pragmatiques (Aldi Talk).
En 2014, elle lance la marque "Snow", une offre des services numériques domestiques : Télé digitale, Internet et Téléphonie fixe avec le système de dégroupage xDSL sur les installations de Proximus. À l'instar de Mobistar, BASE se heurte ici à la complexité du marché, avec des coûts de contenus démesurés en proportion aux parts de marché que son offre parvient à grappiller. Cette situation pousse l’entreprise à renoncer à ses ambitions triple play et à annoncer en décembre 2014  l’arrêt de « Snow ». Les clients présents sont orientés vers l'opérateur Scarlet (filiale du groupe Proximus).

## Sponsoring
BASE est le sponsor principal (maillot) depuis 10 ans du club de football du Standard de Liège. En Basket, BASE est sponsor de Limburg United et Okapi Aalstar.